# لیمسهاین
لیمسهاین (به آلمانی: Limeshain) یک شهر در آلمان است که در وتراوکرایس واقع شده‌است.